# Theorie van de democratische vrede
De Theorie van de democratische vrede (in Engels: Democratic peace theory ) is een theorie gebaseerd op een stuk van Immanuel Kant. In Zum ewigen Frieden (Voor eeuwige vrede) vraagt hij zich hoe we tot een Eeuwige Vrede (Perpetual peace) kunnen komen. Kant spreek in zijn stuk over republieken, degene die het meest lijden in een oorlog is het volk, zij draait op voor de kosten van oorlog, zij geeft mogelijkerwijs haar leven. Als het volk het dus voor het zeggen zou hebben zou de kans op oorlog kleiner worden. Als twee landen democratisch zijn (en dus het volk aan de macht is) zullen zij de nadelen van oorlog (dood, armoede) zwaarder meewegen dan de voordelen. Als een democratisch land toch oorlog voert, moet dit eerst worden goedgekeurd door de volksvertegenwoordiging, dit leidt tot vertraging in het proces, waardoor andere landen er van verzekerd van zijn dat zij niet van de ene op de andere dag aangevallen zullen worden. Hierdoor zal een ander land geen preëmptieve aanvallen uitvoeren.
In een autocratie echter zal een despoot in een veel kortere tijd zijn leger weten te mobiliseren, en het volk heeft hieraan te gehoorzamen. De theorie zegt niet dat democratische landen minder oorlog voeren, maar dat democratische landen geen oorlog tegen elkaar zullen voeren. Ergo: Als elk land in de wereld democratisch zou zijn, zou er geen oorlog meer kunnen ontstaan (eeuwige vrede).